# 神戸市立桃山台中学校
神戸市立桃山台中学校（こうべしりつ ももやまだいちゅうがっこう）は、兵庫県神戸市垂水区にある公立中学校。

## 部活動

### 運動部
- 野球部
- サッカー部
- 陸上競技部
- バスケットボール部
- 男子卓球部
- 女子ソフトテニス部
- 女子バレーボール部

### 文化部
- 吹奏楽部
- 美術部
- 生活文化部

## 制服
- 男子　
  - 冬服はブレザー、カッターシャツ、スラックス、ネクタイである。
  - 夏服はカッターシャツ、スラックスである。
- 女子　
  - 冬服はブレザー、ベスト、ブラウス、吊りスカート、ネクタイである。
  - 夏服は、ブラウス、吊りスカートである。

## 校区
- 神戸市立下畑台小学校
- 神戸市立つつじが丘小学校

## 交通アクセス
- バス 垂水東口…山陽バス23系統　約20分  名谷駅…山陽バス15系統　約15分  「桃山台3丁目」下車　徒歩5分
- 車  第二神明　名谷ＩＣから　約10分

## 通学区域が隣接している学校
- 神戸市立塩屋中学校
- 神戸市立福田中学校
- 神戸市立竜が台中学校
- 神戸市立高倉中学校